# Обіцянки сильніші за темряву
«Обіцянки сильніші за темряву» (англ. Promises Stronger Than Darkness) — науково-фантастичний роман 2023 року Чарлі Джейн Андерс.

## Синопсис
Дія книги розгортається після закінчення «Мрії більші за розбите серце», де тіло Тіни Мейнс захопив герой галактичної війни Тао Арджентіан, з якого вона була клонована. Рейчел та Ельза намагаються пристосуватися до втрати Тіни, оскільки Втрата загрожує знищити галактику.

## Публікація
Книга вийшла друком у видавництві Tor Teen 11 квітня 2023 року. Це третя частина трилогії «Нестримні».

## Огляди
Видання Kirkus Reviews написало, що книга «демонструє багаторівневу побудову світу Андерса та його акцент на взаємостосунках. Як і раніше, висвітлюються персонажі, різноманітні за багатьма параметрами, включаючи етнічну приналежність та сексуальність».
Nerds & Beyond також високо оцінив книгу як завершення трилогії, написавши, що вона «така ж багата і творча [як і попередні частини], з магнетичним світом, сповненим чудес».